# Slåttjärnen (Ramsjö socken, Hälsingland, 690252-150272)
Slåttjärnen är en sjö i Ljusdals kommun i Hälsingland och ingår i Delångersåns huvudavrinningsområde.